# Les Parapluies de Cherbourg
Pour les articles homonymes, voir Parapluie (homonymie).
Série
Lola Model Shop
Pour plus de détails, voir Fiche technique et Distribution.
Les Parapluies de Cherbourg est un film de drame romantique musical franco-allemand de Jacques Demy sorti en 1964.
Premier des deux films entièrement chantés de Jacques Demy, avec Une chambre en ville (1982), il associe les partis pris irréalistes assumés d'un film « en-chanté » (dialogues intégralement chantés sur la musique de Michel Legrand, décors aux couleurs saturées accordées aux tenues des personnages) et le souci de rendre compte des réalités économiques, sociales et politiques, en situant le film dans un contexte historique précis, marqué notamment par l'appel du contingent pour participer à la guerre d'Algérie, qu'il est un des rares films français à évoquer.
Lauréat du prix Louis-Delluc en 1963, récompensé par une Palme d'or au festival de Cannes de 1964, ce film connaît un immense succès critique et populaire, en France et dans le monde puis est ensuite adapté à plusieurs reprises au théâtre, entre autres à New York et Paris, malgré quelques critiques contre certains des choix esthétiques de Jacques Demy.
Il offre son premier grand rôle à Catherine Deneuve, dont il lance la carrière. Elle déclare plus tard qu'à cette époque jusqu'à sa rencontre avec Jacques Demy, elle n'est pas sûre de vouloir continuer dans le cinéma. Par la suite, elle va tourner à nouveau pour lui, dans Les Demoiselles de Rochefort  et dans Peau d'Âne.

## Synopsis
Le film comporte plusieurs indications de date (de « novembre 1957 » à « décembre 1963 ») et est explicitement découpé en trois parties par des intertitres, reproduits ci-dessous.

### Première partie: le départ

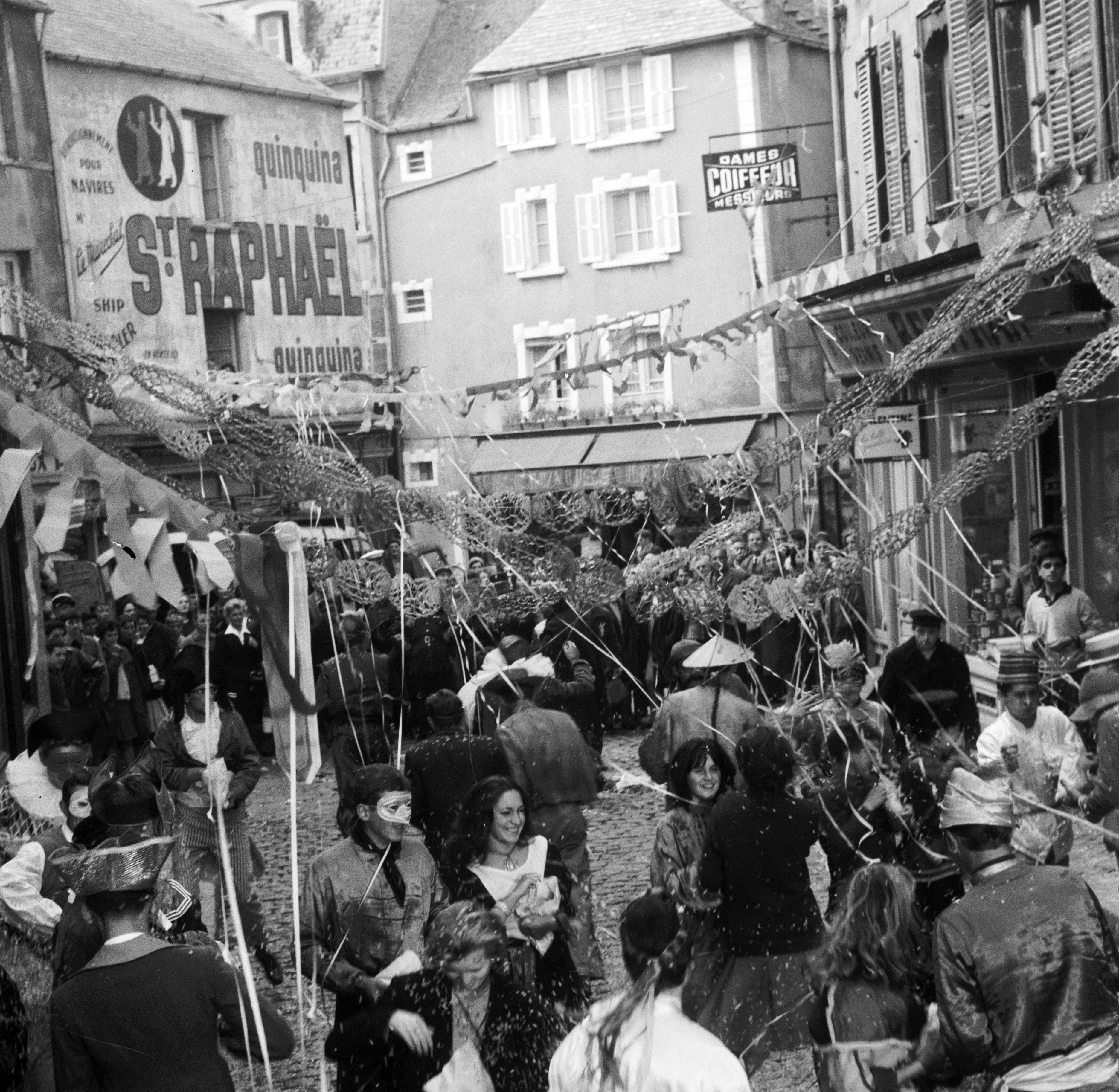
Tournage à Cherbourg de la scène du carnaval.

Novembre 1957. Geneviève Émery, dix-sept ans, vit avec sa mère, jeune veuve qui tient une boutique de parapluies rue Tour-Carrée, Les Parapluies de Cherbourg. Geneviève est amoureuse de Guy, mécanicien dans un garage. Sa mère désapprouve cette relation quand elle l'apprend, notamment parce qu'il n'a pas « fait son régiment ».
Le jeune homme est élevé par sa tante et marraine, Élise, gravement malade, qui est soignée par une jeune femme, Madeleine.
Devant régler une facture très élevée, la mère de Geneviève décide de vendre un collier. Le bijoutier chez qui elles se rendent refuse l'achat, mais un courtier international présent, Roland Cassard (qui a été amoureux de la danseuse Lola, à Nantes) leur offre son aide.
Peu après, Guy reçoit sa feuille de route pour le service militaire : il doit partir pour deux ans. Les amoureux deviennent alors amants et couchent ensemble. Le lendemain, ils se font des adieux poignants sur un quai de la gare de Cherbourg.

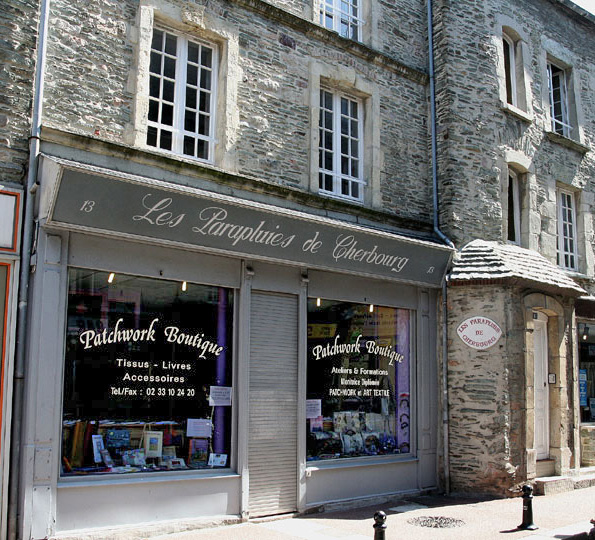
À la même adresse, un magasin de tissus a remplacé la boutique du film.

### Deuxième partie: l'absence
Affecté à un secteur dangereux, Guy écrit rarement. Enceinte hors mariage de Guy, désemparée parce qu'elle a peu de nouvelles, Geneviève est exposée au charme de Roland Cassard, un négociant en pierres précieuses de nouveau de passage à Cherbourg en janvier 1958. Après quelques mois, sous l'influence de sa mère endettée lui faisant valoir l'avantage social d'un tel mariage et voyant qu'il est sincèrement épris, car il accepte l'enfant à naître comme le sien, elle accepte de l'épouser.
Ils quittent Cherbourg pour s'installer à Paris.

### Troisième partie: le retour
Blessé à la jambe, Guy est réformé en mars 1959. Rentré à Cherbourg, il découvre que la boutique est en train d'être transformée en blanchisserie automatique (« Lav' Net ») et que Madame Émery et sa fille ont quitté la ville.
Il passe par une phase d'accablement, quitte le travail de mécanicien qu'il a repris, se met à boire et va même dans un bar du port où il rencontre une prostituée, « Jenny ». Mais la mort de sa tante amène un rapprochement avec Madeleine, qu'il épouse. Ils ont un fils, François. Avec l'argent de l'héritage laissé par Élise, Guy et sa femme prennent en gérance une station-service à l'entrée de Cherbourg.
Quatre ans plus tard, la veille de Noël 1963, Geneviève rentre d’Anjou et fait au dernier moment le détour  par Cherbourg avec sa fille Françoise, l'enfant de Guy. Elle s'arrête par hasard dans la station-service, alors que Madeleine est partie en ville. Assumant leurs conditions respectives, ils évoquent à peine leur ancien amour ; après que Geneviève est repartie, Madeleine et François reviennent et tous trois font une bataille de boules de neige devant la station-service.

## Fiche technique

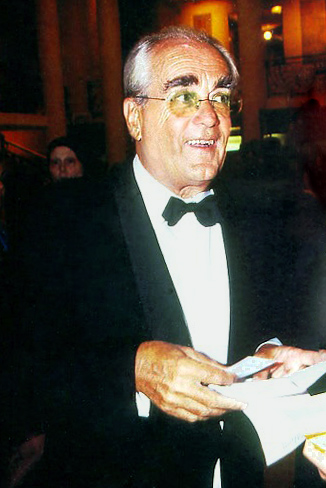
Michel Legrand, le compositeur de la musique du film.

- Titre : Les Parapluies de Cherbourg
- Réalisation : Jacques Demy, assisté de Jean-Paul Savignac
- Scénario : Jacques Demy
- Musique : Michel Legrand
  - Paroles : Jacques Demy
  - Direction musicale : Michel Legrand
- Décors : Bernard Evein, assisté de Pierre Lecavelier
- Costumes : Jacqueline Moreau
- Photographie : Jean Rabier
- Montage : Anne-Marie Cotret, assistée de Monique Teisseire
- Production : Mag Bodard, Gilbert de Goldschmidt
- Sociétés de production : Parc Film, Madeleine Films, Beta Film (Allemagne)[5]
- Société de distribution : Ciné-Tamaris
- Pays d'origine :  France,  Allemagne de l'Ouest
- Langue originale : français
- Format : couleurs (Eastmancolor) - 1,66:1 - 35 mm - son stéréo
- Genre : drame, film musical
- Durée : 91 minutes
- Date de sortie :
  - France : 19 février 1964
- Affiche : Macario Gómez Quibus (Espagne)

## Distribution

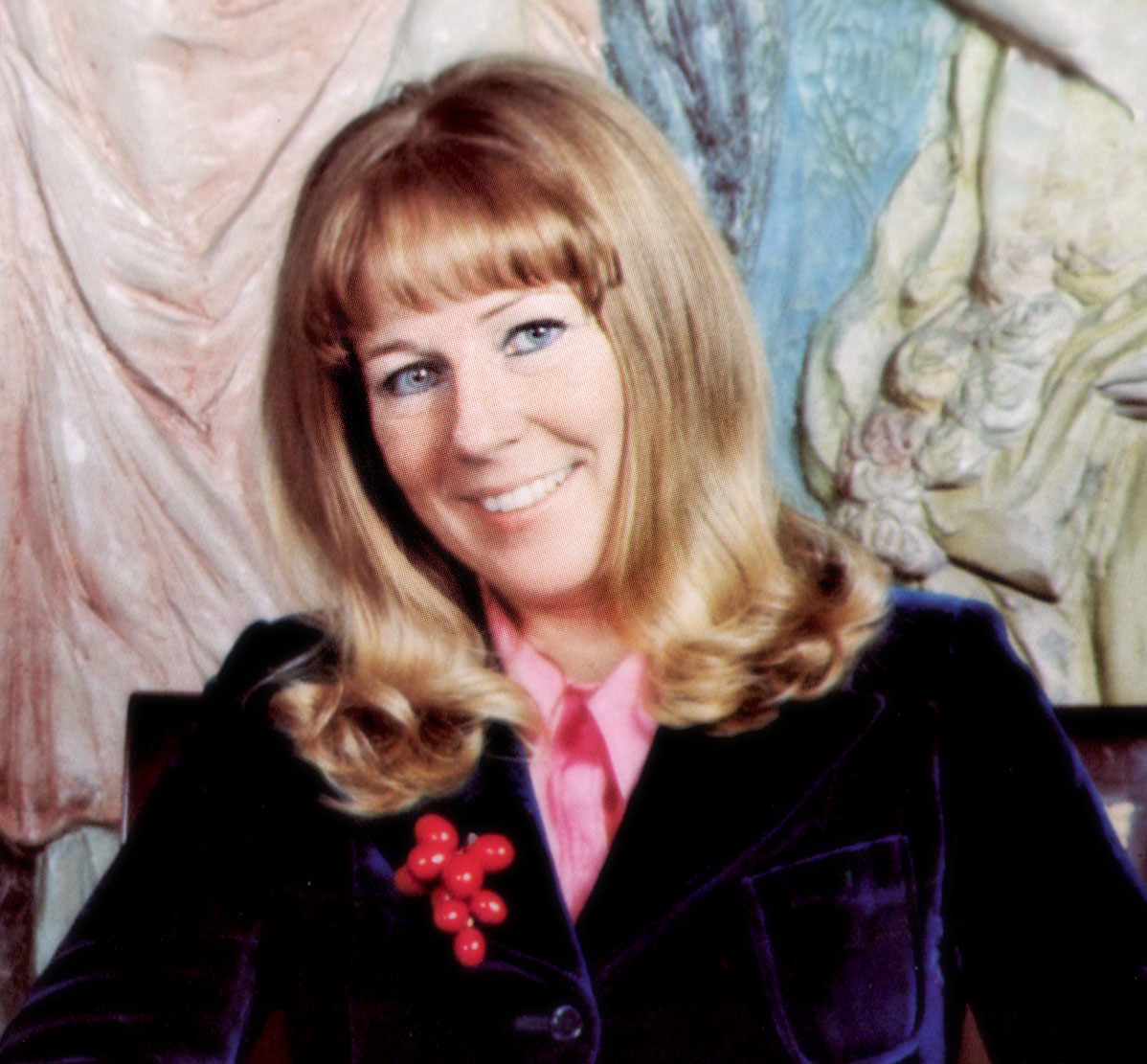
Danielle Licari, la voix chantée de Geneviève.

- Catherine Deneuve : Geneviève Émery
- Nino Castelnuovo : Guy Foucher
- Anne Vernon : Madame Émery, la mère de Geneviève
- Mireille Perrey : Tante Élise, la marraine de Guy
- Marc Michel : Roland Cassard, le futur époux de Geneviève
- Ellen Farner : Madeleine
- Harald Wolff : M. Dubourg, le joaillier
- Jean Champion : Aubin, le patron du garage où travaille Guy
- Pierre Caden : Bernard, un mécanicien
- Jean-Pierre Dorat : Jean, un mécanicien
- Jane Carat : Jenny
- Philippe Dumat : le client du garage
- Dorothée Blanck : l'entraîneuse au café
- Gisèle Grandpré : Madame Germaine
- Roger Perrinoz : le patron du café
- Myriam Michelson : une jeune fille dans le café
- Jean-Paul Chizat : Pierre, un collègue de Guy
- Patrick Bricard : le serveur du dancing
- Rosalie Varda : Françoise, la fille de Geneviève et de Guy
- Hervé Legrand : François, le fils de Madeleine et de Guy

Interprètes des chansons
- Danielle Licari : Geneviève Émery
- José Bartel : Guy Foucher
- Christiane Legrand : Madame Émery
- Claire Leclerc : Tante Élise
- Claudine Meunier : Madeleine
- Georges Blaness : Roland Cassard
- Jean Cussac : M. Dubourg
- Raoul Curet : Aubin / un déménageur
- Jeanette Baucomont : Ginny
- Michel Legrand : Bernard / le facteur
- Jean-Claude Briodin : Jean
- José Germain : le patron du café
- Jacques Demy : le client égaré / le serveur

## Production

### Inspiration

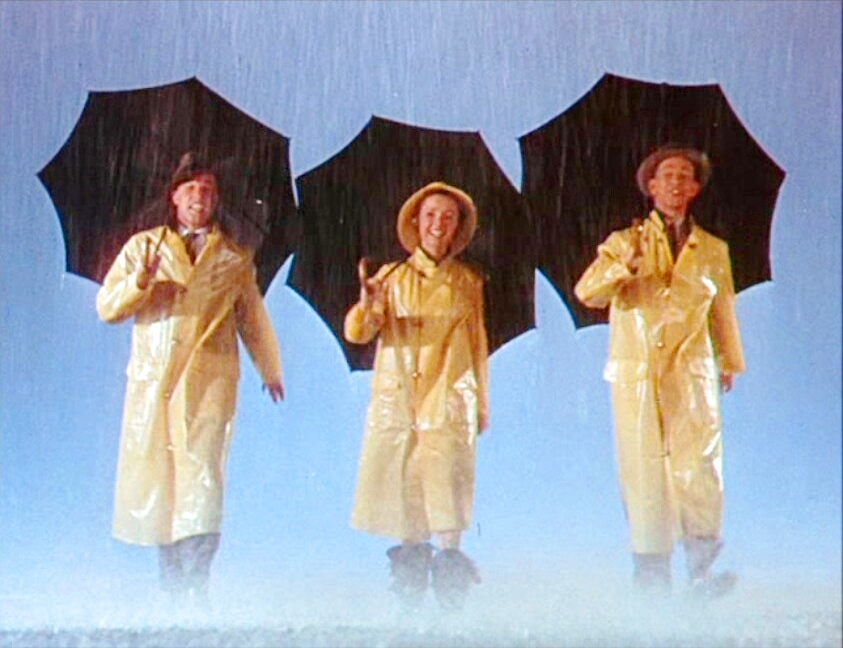
Les parapluies de Cherbourg ne sont pas sans rappeler ceux de Chantons sous la pluie sorti douze ans plus tôt, en particulier dans le générique d'ouverture imaginé par Demy.

Cinéphile depuis son enfance, Jacques Demy nourrit son travail d'œuvres qui l'ont marqué. Robert Bresson, Jean Cocteau, Max Ophüls font partie de ces figures tutélaires, au même titre que les grands cinéastes des comédies musicales hollywoodiennes. C'est le cas de Chantons sous la pluie. Demy cite explicitement le film de Stanley Donen et Gene Kelly dans son générique, où l'on assiste à un ballet de parapluies. De plus, l'artifice du playback qui détermine toute la mise en scène de Demy est le sujet central du musical hollywoodien. Le soin apporté aux couleurs des décors de Cherbourg et notamment la démesure des moyens, rappellent le travail de Max Ophüls sur Lola Montès. Mme Émery, quant à elle, emprunte beaucoup à Mme D. des Dames du bois de Boulogne de Bresson, notamment les espoirs qu'elle place dans le prétendant de sa fille pour assurer sa sécurité matérielle. C'est justement ce film qui aurait éveillé chez Demy la passion du cinéma. On peut également voir dans la thématique et le scénario des Parapluies de Cherbourg une grande influence du film d'Elia Kazan La Fièvre dans le sang, sorti en 1961.

### Un projet difficile à produire
Le projet a déjà une longue histoire quand commence le tournage, à l'été 1963. En 1961, Demy a déjà rédigé la continuité des séquences d'un film qui s'appelle La Belle Amour. Dans les premiers brouillons, le cadre est un magasin de disques ou de gants. Le titre définitif est trouvé en novembre 1961, alors que le réalisateur et Michel Legrand travaillent à élaborer la musique, ce dernier ayant convaincu Demy d'en faire un film musical et avec des dialogues intégralement chantés. L'essentiel du dialogue et de la musique est déjà rédigé en mai 1962 quand Demy se rend au festival de Cannes pour tenter, en vain, de trouver un financeur.
Il se consacre en 1962 au tournage de La Baie des Anges, qui lui prend peu de temps, mais n'en oublie pas moins son drame musical. Camille Taboulay reproduit des documents qui témoignent d'au moins quatre étapes d'écriture des Parapluies entre 1961 et 1963 : continuité des séquences, récit romancé, scénario dialogué et enfin construction du film, qui s'inscrit « dans un temps précis », témoignage du travail de plus en plus pointilleux de Demy pour assurer le tournage.
Si le projet est si long à mettre en place, c'est qu'« il n'y a pas, dans les structures du cinéma français, de place » pour lui. Sur la base du succès médiocre des comédies musicales hollywoodiennes dans l'Hexagone, les producteurs sont convaincus que ce genre n'est pas fait pour le public français, à l'exception des films à chanson portés par une vedette. Les Parapluies leur semblent donc voués à un échec commercial. Demy et Legrand font des démarches pendant de longs mois, sans succès.

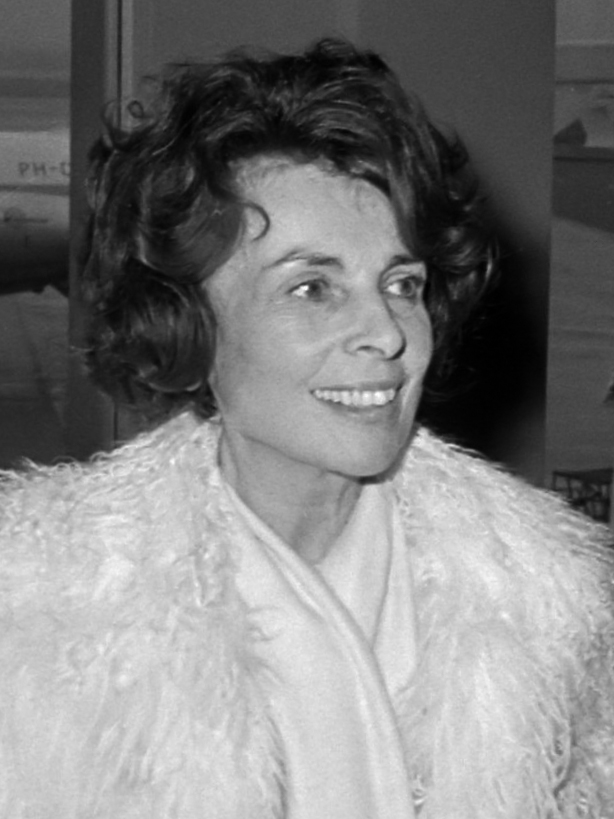
La productrice Mag Bodard (ici en 1972) en est à la première de ses collaborations aux films musicaux de Demy, pour lesquels réunir des financements ne doit jamais être chose aisée.

Sur les conseils d'un ami metteur en scène de théâtre, Demy se tourne alors vers le patron du quotidien France-Soir, Pierre Lazareff, qui le présente à Mag Bodard, nouvelle productrice, qui est vite convaincue de l'intérêt du projet de Demy et ce, malgré l'échec commercial du film qu'elle vient de produire. Elle témoigne avoir été fascinée par l'histoire et « par l'idée de faire quelque chose de très neuf ». Elle trouve les financements nécessaires, 1 300 000 francs, grâce à Pierre Lazareff, lequel convainc la Fox d'apporter les premiers fonds. En échange, Lazareff leur produit un reportage sur le tournage du Jour le plus long dans son émission Cinq colonnes à la une,. L'argent manquant est trouvé grâce à l'avance sur recettes, plusieurs financements de l'Allemagne, exigeant en échange que l'actrice Ellen Farner joue le rôle de Madeleine ainsi que des emprunts auprès de la société de Mag Bodard.
Jusqu'à la fin du tournage, la situation financière reste fragile. La productrice projette régulièrement des extraits de séquence tournés afin de trouver de nouveaux fonds. Les dirigeants de la Fox, convaincus que le film ne va connaître aucun succès commercial, veulent qu'il soit d'abord diffusé en province. Mag Bodard devra se battre et convaincre le réseau Publicis de programmer Les Parapluies à Paris.

### Composition et édition de la musique
Demy rencontre Michel Legrand en 1960 et arrive, avec l'aide d'Agnès Varda, à le convaincre de participer au projet d'un film musical. Il devient selon l'expression du musicien « le frère de création » du réalisateur. Tout en participant à la bande son de La Baie des Anges et La Luxure, Legrand travaille, en étroite collaboration avec Demy, au projet des Parapluies. Dans la première moitié de 1961, l'inspiration ne vient pas et Demy doute de la viabilité du projet. C'est en novembre de cette année que le déclic se produit. Dans la résidence du réalisateur à Noirmoutier, Legrand joue ses compositions au piano et Demy chante. Le premier air qu'ils définissent ainsi est celui que chante Madame Emery à la bijouterie : « Nous sommes dans une situation difficile,. »
Michel Legrand estime que le travail de composition s'est révélé plus facile que pour Les Demoiselles de Rochefort, alors que ce dernier est d'un naturel plus joyeux. Le travail en collaboration dure huit mois, Demy reformule les paroles en fonction des mélodies, évalue le temps de déplacement des acteurs, Legrand modifie une mesure : la symbiose est parfaite. Avec l'aide de la sœur du musicien, Camille, ils enregistrent une première version sur cassette, destinée aux producteurs.
Même si la production du film est assurée, il leur faut trouver parallèlement un éditeur de musique qui assure la prise en charge de la bande musicale, ce qui représente entre vingt-cinq et trente millions d'anciens francs. Legrand embauche des musiciens et commence l'enregistrement sans certitude qu'il pourra les payer. C'est avec l'aide de Francis Lemarque, ami du compositeur, que celui-ci et Mag Bodard pourront coproduire la bande musicale,.

### Tournage

#### Choix des interprètes

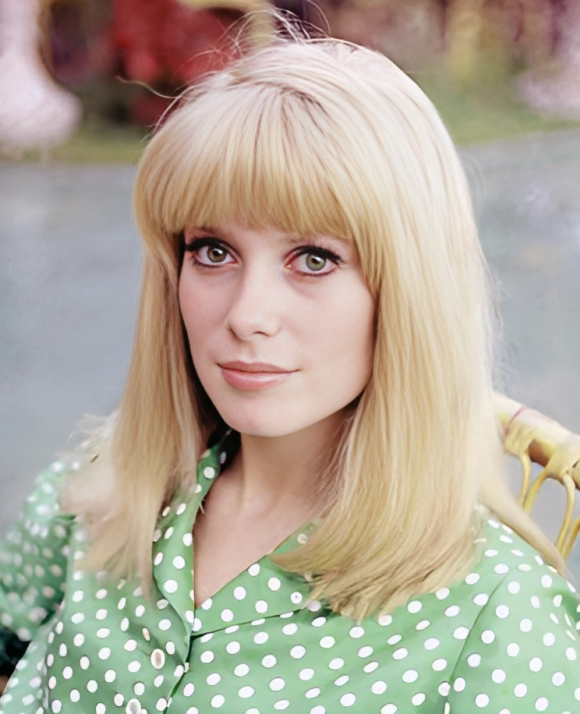
Catherine Deneuve en 1966, deux ans après le tournage du film.

Le choix de Catherine Deneuve s'est imposé à Demy dès 1961, date à laquelle il lui propose déjà le rôle. Il l'a découverte au début de cette année dans L'Homme à femmes de Jacques-Gérard Cornu, où elle joue aux côtés de Danielle Darrieux, idole du réalisateur. Même si le film ne se fait que deux ans plus tard, Deneuve accepte, sensible à la confiance que lui témoigne le metteur en scène (l'actrice étant alors enceinte de son premier enfant, le réalisateur accepte de repousser le tournage du film) et au fait que ce projet lui permettra d'orienter sa carrière.

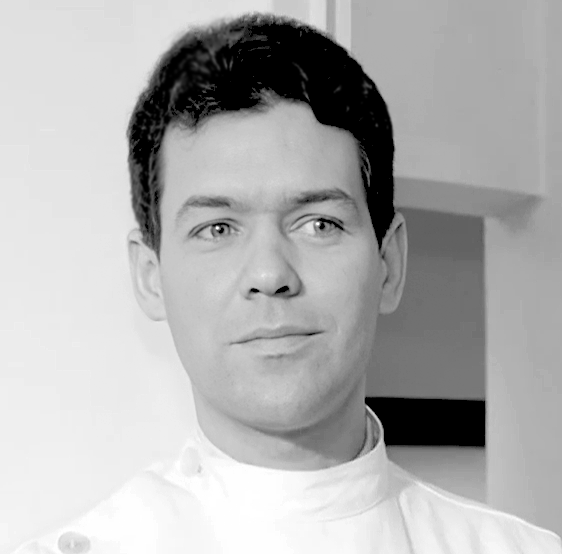
Une nouvelle fois, le réalisateur choisit l'acteur Marc Michel.

Pour Mme Émery, le réalisateur songe à Micheline Presle, avec qui il a travaillé sur le sketch des Sept Péchés capitaux et à Danielle Darrieux. Mais la première refuse de jouer le rôle d'une mère et Demy n'a pas le budget pour une célébrité comme Darrieux. Il se tourne alors vers Anne Vernon, qu'il a vue dans des films de Jacques Becker. Marc Michel reprend le rôle de Roland Cassard qu'il a tenu dans Lola et Guy est interprété par un Italien parlant à peine le français et ayant joué un rôle secondaire dans Rocco et ses frères : Nino Castelnuovo. La population tout entière de Cherbourg est invitée au tournage de la scène du carnaval.
Comme le film est entièrement chanté, la contrainte de trouver des voix de doublage proches de celle des acteurs n'existe pas. Cela donne une grande liberté à Demy et Michel Legrand dans le choix des chanteurs qui vont enregistrer la bande-son avant le tournage. Il leur faut éviter le côté opératique, donc trouver des « voix simples, qui s'accordent au texte, à la musique […], des gens de jazz parce qu'il y a beaucoup de moments rythmés ». Pressentie pour le rôle principal du film, la chanteuse Isabelle Aubret est victime d'un très grave accident de voiture. Du jour au lendemain, elle doit cesser toute activité.

#### Préparation
Il reste peu de documents concernant la préparation du tournage, d'une part à cause des pertes d'archives, mais aussi parce que beaucoup d'éléments furent bricolés dans le feu de l'action et l'euphorie collective. On sait cependant que le choix de la ville de Cherbourg a lieu en novembre 1961. Jusqu'alors, Demy n'a aucune idée du cadre de l'action. Il s'y rend après avoir visité Le Havre pour un repérage. Cette ville le déçoit alors qu'il est conquis par la lumière de Cherbourg. Dès cette première visite, il repère la rue où il situe le magasin de parapluies — dans la réalité une quincaillerie.
Le décorateur Bernard Evein va y faire des repérages et se met à l'ouvrage. Son travail commence bien avant que le film et la musique soient définitivement écrits. Et de même que la musique a été composée par un travail de va-et-vient permanent entre Michel Legrand et Jacques Demy, les décors, les couleurs, les costumes de Jacqueline Moreau ont été choisis en interaction avec le processus d'écriture du film, durant cinq mois. C'est ainsi que le réalisateur, le décorateur et la créatrice costumes travaillent ensemble sur le script, en y collant les bouts de tissu correspondants à chaque scène et en se constituant une « charte générale des costumes et des décors ». Preuve du soin apporté à la spécificité des couleurs, pour 90 %, les papiers muraux sont créés par Evein lui-même et non achetés dans le commerce,. Ces papiers ont coûté 15 000 francs sur un budget total de décoration de 120 000 francs, une proportion insensée pour la production. Le soin apporté à la préparation n'empêche pas l'équipe de recourir au bricolage, notamment à cause des contraintes financières qui obligent chacun à recourir au système D.
Les comédiens assistent à l'enregistrement de la partie chantée, ce qui permet d'améliorer le lien entre les acteurs et leur voix. Un tel préparatif, indispensable à la vraisemblance du film permet par exemple à Catherine Deneuve de faire des suggestions à Danielle Licari, la « voix chantée » de Geneviève. Une fois les playbacks enregistrés, les comédiens ont dû s’entraîner au synchronisme sous le contrôle, tyrannique selon Legrand, du réalisateur et du compositeur pour éviter de perdre du temps pendant le tournage et assurer la fluidité du résultat.

#### Ambiance du tournage
Le film est tourné en huit semaines, à Cherbourg, en juillet-août selon Camille Taboulay, du 17 août au 20 octobre 1963 selon Jean-Pierre Berthomé.
Tous les témoignages évoquent un tournage euphorique, porté par un enthousiasme collectif,. Jacques Demy le qualifie de « joyeux », « sublissime » ; Catherine Deneuve parle d'un « état de grâce ». Les horaires sont « fous », comme la première semaine où, l'équipe tourne de nuit et prend, à 6 heures du matin, des fruits de mer au petit déjeuner,.
Les difficultés dues aux contraintes du projet musical et au manque de moyens obligent à l'invention et soudent l'équipe, notamment en ce qui concerne l'harmonisation des costumes et des décors. Catherine Deneuve apporte une robe Chanel de sa propre garde-robe. En fonction des occasions, c'est le choix d'un costume acheté par la créatrice costumes Jacqueline Moreau qui dicte au dernier moment la création du papier peint par Bernard Evein ; ou, inversement, l'orange de la terrasse de café choisie à Cherbourg qui impose de dénicher les tenues adaptées. Le tournage a donc cherché à créer un puzzle entre le Cherbourg réel et les désirs de Demy.
A posteriori, Michel Legrand estime cependant que cette période ne doit pas être un « mythe » et que la précarité financière est très forte.

## Accueil
Dès sa sortie, le film remporte très rapidement un succès considérable auprès du public et rapidement, il obtient largement plus d'un million d'entrées en France. Au Festival de Cannes en 1964, il est couronné par la Palme d'or puis le prix Louis-Delluc. Son succès se confirme ensuite dans une quarantaine de pays mais pour Demy, certains critiques et médias considèrent son traitement distancié du réel, volontairement romanesque, poétique et doux-amer comme un handicap, notamment après le bide de son précédent film La Baie des Anges.
Dans l'ouvrage qu'il consacre au film en 1997, Jean-Pierre Berthomé précise combien deux perceptions du film s'opposent : celle qui adhère à la magie de l'oeuvre de fiction et celle, parmi laquelle on retrouve certains critiques adeptes de La Nouvelle Vague, ayant préféré que la trame sociale et l'allusion à la Guerre d'Algérie soient bien plus présentes et approndies.

### Distinctions
- Prix Louis-Delluc 1963
- Festival de Cannes 1964 : Palme d'or
- Prix Méliès 1965 : meilleur film
- Globes de Cristal 2015 : Meilleure comédie musicale

### Bande originale
La bande originale du film a été composée par Michel Legrand sur des paroles de Jacques Demy.
Il existe deux versions de l'album : un double album vinyle paru chez Philips en 1964 et une édition double CD remasterisée parue chez Sony Classical en 1996 avec toutes les musiques et chansons du film ainsi que des bonus tracks.
Édition Philips (2LP)
| Disque 1 Première Partie : Le Départ / Novembre 1957 1. Générique 2. Scène du garage 3. Devant le magasin 4. Au dancing 5. Sur le quai 6. Dans le magasin de parapluies 7. Chez Dubourg, le joaillier 8. Dans le magasin 9. Arrivée de Cassard 10. Devant le garage 11. Chez Élise - À l'appartement 12. Adieux à Élise 13. La Gare : Guy s'en va Deuxième Partie : L'Absence / Janvier 1958 14. Dans le magasin | Disque 2 Deuxième Partie (suite) 1. Dîner 2. Récit de Cassard 3. La Lettre de Guy 4. Mars 1958 : Le Carnaval 5. Le Mariage Troisième Partie : Le Retour / Mars 1959 6. Le Retour de Guy - Chez Élise 7. Le Garage : Dispute 8. Guy au café 9. La Boîte à matelots 10. Duo Guy-Madeleine 11. Juin 1959 : La Terrasse du café 12. Décembre 1963 : La Station-service 13. Final |

Édition Sony Classical 2CD
| CD1 Première Partie : Le Départ / Novembre 1957 1. Générique 2. Scène du garage 3. Devant le magasin 4. Chez tante Élise 5. Dans la rue 6. Au dancing 7. Sur le quai 8. Le Magasin de parapluies 9. Chez Dubourg 10. Dans le magasin 11. Devant le garage 12. Chez Élise 13. À l'appartement 14. Adieu à Élise 15. La Gare : Guy s'en va CD2 Deuxième Partie : L'Absence / Janvier 1958 1. Dans le magasin 2. Dîner 3. Récit de Cassard 4. La Lettre de Guy | 5. Mars 1958 : Le Carnaval 6. Le Mariage Troisième Partie : Le Retour / Mars 1959 7. Le Retour de Guy 8. Chez Élise 9. Le Garage : Dispute 10. Guy au café 11. La Boîte à matelots 12. Duo Guy-Madeleine 13. Juin 1959 : La Terrasse du café 14. Décembre 1963 : La Station-service 15. Final Bonus tracks 16. Watch What Happens - Tony Bennett, The Ralph Sharo Trio et The Will Bronson Singers 17. I Will Wait for You (instr.) - Trio Michel Legrand, Marc-Michez Le Bevillo, André Ceccarelli 18. Chez Dubourg, le joaillier - Michel et Christiane Legrand (maquette de travail) 19. Chez tante Élise - Michel et Christiane Legrand (maquette de travail) 20. Récit de Cassard - Michel et Christiane Legrand (maquette de travail) 21. I Will Wait for You (instr.) - Michel Legrand Big Band |

Un album vinyle double de la création sur scène au théâtre Montparnasse en 1979 est paru chez Accord avec Corinne Marchand (Mme Emery), Bee Michelin (Geneviève), Daniel Beretta (Guy), Jean-Louis Rolland (Cassard) et Fabienne Guyon (Madeleine).
Des extraits ont été également repris par différents chanteurs dont Nana Mouskouri et José Bartel en 1964, Mathé Altéry en 1965, Mireille Mathieu en 1977, la chanteuse japonaises Hiromi Iwasaki en 1979 et Michel Legrand lui-même.

## Analyse

### Les personnages

#### Geneviève
Geneviève affirme avoir 17 ans quand sa mère lui dit qu'elle en a 16. On ne sait pas quelles études elle a faites, ni pourquoi elle les a interrompues. Elle aide sa mère dans le magasin. Lorsque Mme Émery doit trouver de l'argent, Geneviève envisage tout naturellement de travailler.
Jean-Loup Passek a écrit que, dans Les Parapluies de Cherbourg, Jacques Demy « valorise [chez Catherine Deneuve] l’aspect le moins intéressant de sa personnalité : la belle, lisse et pure jeune fille ». Certes, il s'agit là du point de vue de Roland Cassard, qui lui affirme par exemple : « Vous ressemblez, Mademoiselle, à cette vierge à l'enfant que j'ai vue à Anvers ! », ou qui l'épouse vêtue de blanc virginal alors qu'elle est enceinte. Mais cette vision ne correspond pas totalement au personnage, capable de dire à sa mère qui lui demande comment elle a pu tomber enceinte : « Rassure-toi, comme tout le monde », capable de lui mentir et de lui tenir tête ou encore de sortir contre son interdiction. Il y a donc bien un jeu autour de la pureté du personnage dont témoigne le titre d'une mouture précédente : La Pucelle d'Orléans.
Laurent Jullier propose une double lecture du personnage. D'un côté, elle a « chevillée en elle une mollesse qui confine à l'aboulie ». Il souligne son refus de choisir, perceptible du début du film, où elle ne sait que répondre à un barman qui lui demande ce qu'elle veut (« Un machin pressé… », répond-elle), jusqu'à la fin, où elle laisse le pompiste choisir quel carburant mettre dans sa voiture : « Super ou ordinaire ? Bof… Guy ou Roland ? Bof… ». C'est un personnage assez fataliste.
Mais d'un autre côté, le film montre que la « trahison » de Geneviève est due aux pressions sociales. Quand elle découvre qu'elle est enceinte, en 1958 dans le film, les filles-mères n'ont toujours pas droit au livret de famille puisque ce document ne leur est accessible qu'en 1960. Sa mère ne lui a donné aucune éducation sexuelle sous le prétexte que « lorsque j'ai épousé ton père, moi je ne savais rien ». C'est donc la pression sociale, bien plus qu'un quelconque manque de volonté, qui expliquerait les atermoiements de la jeune fille. Jullier voit dans les deux regards caméras que Geneviève lance au public, quand elle choisit une robe de mariée et pendant la cérémonie à l'église une accusation contre « toute cette France anesthésiée qui lui rendrait la vie impossible si elle se rebellait ».
De façon moins polémique, Jean-Pierre Berthomé estime que la jeune fille accepte de plier son rêve aux contraintes de la réalité.

#### Guy
Guy Foucher est un jeune employé du garage Aubin, amoureux de Geneviève, élevé par sa tante Élise. Il part amoureux et plein d'espoirs sur le front de la guerre d’Algérie et revient « amer et désabusé ». Geneviève trahit la promesse qu'ils se sont faite et elle s'est mariée avec Roland. Désespéré, Guy traverse une période difficile, où son employeur le renvoie considérant qu'« il se conduit comme le dernier des voyous ». La mort de sa tante le rappelle à la réalité : il accepte l'amour de Madeleine.
Au début du film, Guy ne cesse de bouger, ce que lui reproche sa tante ; il grignote en dehors des heures de repas. Il fait preuve d'une sincérité toute enfantine : il n'hésite par exemple pas à traiter Geneviève de « lâche » parce qu'elle n'a pas parlé à sa mère de leur liaison, ou à souligner sans aucun tact la tristesse de Madeleine. Il conserve ses jouets, maquettes de bateau et d'une station service, il se pique aux aiguilles de la robe de Geneviève, malgré les recommandations qu'elle lui a faites : Guy a tout d'un enfant.

#### MmeÉmery
Mme Émery est une figure maternelle protectrice, qui rappelle Mme Desnoyers dans Lola. Elle est veuve, a eu un mariage malheureux, est fébrile et ingénue, « pleine d'idées reçues. » Elle sait faire preuve de rouerie pour ménager Roland qu'elle voit comme un beau parti pour sa fille.
Jusqu'à un certain point, elle peut paraître machiavélique, petite-bourgeoise et égoïste : elle semble plus intéressée par sa permanente que par sa fille « qu'elle vend froidement pour récupérer ses bijoux de famille. » Le rang qu'il faut tenir semble sa seule préoccupation. Pourtant, si elle manipule son entourage, c'est qu'elle espère le mieux pour elle, mais aussi pour sa fille.
Elle a de gros problèmes financiers et peur de perdre son magasin.
Pourtant quand Geneviève lui propose de travailler « aux postes ou à la mairie » elle n’est pas contre (« pourquoi pas ? »).
Elle a beaucoup de préjugés sur Guy qu'elle n'a jamais rencontré ainsi que sur sa fille, qu'elle traite en enfant ignorante. Elle ne voit que l'aspect financier de l'histoire et craint que sa fille reste fille mère. Elle influence sa fille mais elle ne l'oblige pas à se marier.
C'est un personnage ambigu, mais nul doute qu'elle aime sa fille malgré sa maladresse, malgré son envie de la savoir à l'abri du besoin, elle ne lui reproche pas sans cesse sa grossesse.
Elle ne semble pas avoir la moindre compréhension pour la douleur de sa fille et est en admiration devant Roland Cassard. D’une certaine manière elle en est amoureuse par procuration à travers sa fille.

#### Madeleine
Madeleine est l'infirmière d’Élise, la tante de Guy.
Elle est amoureuse de Guy qui ne semble pas la voir, il a l'air de la considérer comme une sœur.
Elle est moins attrayante que Geneviève à première vue, car plus sage, brune, effacée. Madeleine aperçoit de loin le mariage de Geneviève et c'est elle qui en parle à Guy à son retour. C'est encore elle qui le met face à ses responsabilités lorsque celui-ci peine à se remettre de son retour en France. Ils finissent par se fréquenter puis Guy la demande en mariage. Elle a peur d'être une substitution par rapport à Geneviève mais Guy l'aime sincèrement, ils achètent ensemble une station service et y vivent apparemment heureux.

#### Roland Cassard
C'est un personnage qui vient du film Lola, où il est également interprété par Marc Michel. Mais il a complètement changé : Roland est un peu bohème dans Lola, il a failli participer à une opération frauduleuse. Il est devenu un homme d'affaires très strict, avec sa moustache impeccablement taillée ; mais il a aussi un certain penchant pour la culture : « Vous me faites penser à cette Vierge à l'enfant que j'ai vue à Anvers. »… (scène du repas). Anvers est un des grands centres du négoce du diamant : Roland Cassard a donc profité d'un voyage d'affaires pour aller dans un musée ou visiter une église.

#### Élise
Élise est la tante et la marraine de Guy. Elle est âgée et malade, on ne la voit qu'assise ou couchée. Elle a élevé Guy, cela laisse supposer qu'il est orphelin et que sa tante l'a recueilli.
On ne sait pas si elle a des revenus, peut-être est-ce Guy qui subvient à ses besoins mais elle lui laisse un héritage qui n'est pas négligeable; le jeune homme a un comportement d'adolescent révolté puis soumis avec elle, notamment au début du film.
Contrairement à la mère de Geneviève, Élise comprend et respecte la liaison de Guy.

### Un film«en-chanté»

#### La musique
On compte dix-neuf thèmes, dont six reviennent au moins trois fois. Ces motifs sont associés à des personnages ou des situations.
Le premier air composé par Michel Legrand est celui de Mme Émery,, qu'elle chante à la bijouterie, lors du repas avec Roland et enfin quand elle annonce à celui-ci que Geneviève accepte sa demande en mariage. Roland a son propre thème, déjà entendu dans Lola que l'on entend à la bijouterie, lors du même repas et quand il s'engage à élever l'enfant de Geneviève. Le thème d'Élise est lui aussi repris trois fois, notamment lors du récit de l'attentat qui a blessé son neveu.
Il n'y a pas de thème propre à Guy ou Geneviève, pris individuellement. Deux motifs leur sont associés, quand ils sont ensemble. La musique souligne ainsi la structure dramatique du film : « Ils n'existent qu'ensemble et l'un par l'autre ; la musique dit leur unité essentielle, leur aspiration à la fusion ».
Le premier de ces deux thèmes est celui du bonheur, repris dans la première partie, de plus en plus diffus dans la seconde et qui, dans la dernière, accompagne le triste retour de Guy devant le magasin transformé. L'autre est celui de la séparation, qui revient onze fois et conclut le film quand Geneviève repart et que Guy joue avec son fils.

#### Opéra et cinéma
Demy a confié vouloir faire un « opéra populaire ». Il précise ses intentions dans le dossier de presse : « Une manière d'opéra, en somme, où tous les mots seraient audibles, donc sans jamais forcer le lyrisme des voix […], un peu comme si l'opéra avait suivi l'évolution du jazz. »
La conversation inaugurale, dans le vestiaire du garage, témoigne avec humour de la difficulté du projet : constituer un opéra populaire. Un des employés répète qu'il préfère le cinéma à l'opéra. Son collègue souligne même : « Tu l'as déjà dit. » La préférence martelée pour le cinéma contre l'opéra sonne comme une « profession de foi ». La musique doit s'adapter à la parole, sans notes extrêmes, sans vocalise, sans modifier outre mesure le débit.
Cela n'empêche pas Demy de rendre hommage à l'opéra. Geneviève et Guy assistent à une représentation de Carmen. Demy n'oublie pas les séances au théâtre Graslin, à Nantes où, un dimanche sur deux, il assiste avec ses parents à des représentations d'opérette et en a conservé le souvenir de spectacles réellement populaires. C'est Carmen que Carlo Ponti lui proposa d'adapter en 1960.

#### Décors et costumes
Le magasin, à l'époque une quincaillerie, se situe au 13, rue du Port.
La station service aujourd'hui abandonnée se situe quai Alexandre-III. De l'alun en poudre a été utilisé pour imiter la neige.

La gare de Cherbourg a été transformée depuis le tournage.

### L'ancrage dans le réel

#### La guerre d’Algérie
Le film est délibérément placé dans le cadre historique de la guerre d'Algérie. L'action commence en novembre 1957. À cette date, la question algérienne a été inscrite à l'ordre du jour de l'ONU, les attentats contre civils et militaires se multiplient, L'Humanité a dénoncé les tortures. Il se termine à Noël 1963, moins de deux ans après le cessez-le-feu (19 mars 1962) et deux mois à peine avant que les spectateurs ne voient le film.
En 1962, quand Demy espère commencer le tournage, il prévoit que la scène finale aura lieu un an plus tôt, en décembre 1962, signe que le réalisateur cherche à faire coïncider le temps de la fiction avec celui de la réalité. C'est aussi le signe que la guerre qui sépare Guy et Geneviève, qui les oblige à choisir entre rêve et réalité, n'est pas une guerre abstraite, idéalement mauvaise.
Le conflit en lui-même est peu évoqué : la longue durée du service militaire ; une embuscade contre une patrouille française ; un attentat à la grenade,. Ce sont surtout les conséquences de la guerre sur la vie quotidienne qui sont racontées : la séparation d'un couple, ou l'impact sur un jeune homme confiant dans l'avenir et qui revient du front, amer et désabusé. Un des rares films français à parler du conflit et d'une façon bien plus risquée que ne le produit généralement le cinéma français pendant une longue période.

#### Dimension sociologique
Demy marque l'opposition entre le milieu petit-bourgeois de Mme Émery, qui aspire à une ascension sociale, ici permise par le diamantaire Roland Cassard et le milieu ouvrier qui est celui de Guy. On peut noter à son sujet le thème de l'orphelin élevé par sa marraine (Guy est né en 1937, époque où la mortalité des jeunes adultes est beaucoup plus élevée que maintenant).
Mais Demy n'a pas pour but de « dénoncer » la petite-bourgeoisie, puisque Guy devient lui-même chef d'entreprise à la fin du film ; rien ne laisse supposer que Demy soit ironique vis-à-vis de cette ascension sociale, qui se substitue à la déréliction du retour de l'armée (d'autant qu'il s'agit de devenir garagiste, le métier du père de Demy).
On peut noter que Guy a une passion pour la mécanique alors que Demy l'a détestée, il a appris le métier de mécanicien, forcé par son père.

## Adaptations à la scène
L'adaptation à la scène du film est un projet sur lequel Demy travaille longuement, notamment pour une production aux États-Unis, à New York en février 1979. Des versions scéniques ont aussi été produites à Los Angeles (juin 1979), Londres (mars 1980), Paris (septembre 1979) et Tōkyō (juin 1983),. Selon Camille Taboulay, le réalisateur évoque concrètement cette idée, qui le taraude depuis longtemps, en 1974 avec Michel Legrand et y travaille en 1976.

### New York
Entre 1976 et 1977, Demy effectue deux séjours à New York, dont un avec Michel Legrand. Il y travaille à une adaptation anglaise pour la scène de son film musical. Mais, malgré un travail euphorique avec le musicien, il ne trouve aucun producteur. Il doit finalement assister de loin à l'adaptation faite par Sheldon Harnick (Un violon sur le toit) et mise en scène par Andrei Serban et se contenter d'un rôle de consultant. La première du show a lieu le 31 janvier 1979 au Public Theater de New York. Un journaliste qualifie les costumes d'« élément essentiel » du spectacle, comme dans l'œuvre originale. Un autre décrit le même univers coloré que dans le film, dont l'intrigue est respectée.
La distribution est la suivante, :
- Judith Roberts : Mme Émery
- Stefanianne Christopherson : Geneviève
- Dean Pitchford : Guy
- Laurence Guittard : Roland Cassard
- Lizabeth Pritchett : tante Élise
- Maureen Silliman : Madeleine

Adaptation et production : Sheldon Harnick
Direction musicale : Steve Margoshes
Mise en scène : Andrei Serban
Costumes : Jan Greenwood
Lumières : Ian Calderon

### Paris

#### Théâtre Montparnasse
Mise en scène par Raymond Gérôme, Les Parapluies de Cherbourg ont été créés en France au théâtre Montparnasse du 15 septembre au 11 novembre 1979 avec la distribution suivante :
- Corinne Marchand : Mme Émery
- Bee Michelin : Geneviève
- Daniel Beretta : Guy
- Jean-Louis Rolland : Roland Cassard
- Anne Forrez : tante Élise
- Fabienne Guyon : Madeleine
- Marcel Eglin : Aubin / Dubourg
- Mania Mhaidze : Jenny
- Philippe de Brugada : Denis et divers
- Frédéric Norbert : Bernard et divers
- Jean-Claude Corbel : Pierre et divers
- Gérard Rouzier : Jean et divers
- Lucette Filui : Mme Germaine

Production : Lars Schmidt
Direction musicale : Georges Rabol
- Chorégraphie : Mania Mhaidze

Mise en scène : Raymond Gérôme
Décors et costumes : Bernard Evein
Lumières : Claude Tissier
Elle n'a pas rencontré de véritable succès public.

#### Théâtre du Châtelet
En septembre 2014, pour les cinquante ans du film, Michel Legrand réorchestre Les Parapluies de Cherbourg et dirige l'orchestre national d'Île-de-France dans une version mise en espace par Vincent Vittoz, dans une scénographie de Jean-Jacques Sempé avec :
- Natalie Dessay : Mme Émery
- Marie Oppert : Geneviève
- Vincent Niclo : Guy
- Laurent Naouri : Roland Cassard
- Jasmine Roy : tante Élise

### Belgique
Fin 2017, une troupe belge, la compagnie Ars Lyrica,, monte une nouvelle production sous la direction de Patrick Leterme, avec : 
- Marie-Catherine Baclin : Mme Émery
- Camille Nicolas : Geneviève
- Gaétan Borg : Guy
- Pati Helen Kent : tante Élise
- Grégory Benchenafi : Roland Cassard
- Julie Wingens : Madeleine

Direction musicale et mise en scène : Patrick Leterme
Chorégraphies : Johan Nus
Décors : Mohamed Yamani
Costumes et graphisme : Gaël Bros
Lumières : Laurent Kaye

#### Création vidéo: Federico d’Ambrosio
La comédie musicale est reprise les 7 et 8 décembre 2019 à l’Opéra de Massy,.

## Distinctions

### Récompenses
- Festival de Cannes 1964 : Palme d'or
- Prix Louis Delluc 1964 pour Jacques Demy
- Étoiles de cristal 1964 : meilleure actrice pour Catherine Deneuve

### Nominations
- Étoiles de cristal 1964 : Grand Prix pour Jacques Demy
- Oscars 1965 : meilleur film étranger
- French Syndicate of Film Critics 1964 : Prix Critique du meilleur film
- Goldens Globes 1966 : meilleur film étranger
- Oscars 1966 : meilleur scénario original (Jacques Demy), meilleure musique de film (Michel Legrand), meilleure chanson originale (Michel Legrand - Jacques Demy) et meilleure adaptation musicale
- Globes de cristal 2015 : Meilleure comédie musicale - (adaptation théâtrale) à titre posthume

## Postérité et hommages

### Appropriation par la culture gay
La culture homosexuelle s'est approprié l'œuvre de Demy et particulièrement Les Parapluies de Cherbourg.
Laurent Jullier repère dans le film quelques signes de l'homosexualité masculine : le néon rose à l'écriture curviligne qui indique les toilettes dans le garage Aubain, indication à l'esthétique improbable dans un tel lieu ; le marin qui « attend le client sous un réverbère, lorsque Guy raccompagne Geneviève chez elle le soir de Carmen », dans une pose que reprendra Rainer Werner Fassbinder dans Querelle.
L'usage des couleurs éclatantes et de la musique parlerait à l'imaginaire homosexuel. Une autre hypothèse qui explique la place importante du film dans la culture gay, alors qu'aucun personnage n'est homosexuel, réside dans la structure même de l'histoire d'amour de Guy et Geneviève, qui, au-delà de l'orientation sexuelle, parlerait davantage aux gays : la dynamique à l'œuvre est celle de la « placardisation », du sentiment de honte que fait peser la norme sociale sur une relation. Geneviève doit par exemple cacher son amour à sa mère et « cette façon instinctive de mentir, d'intégrer la contrainte sociale, est par contre immédiatement compréhensible par un public gay qui la vit ou l'a vécue ».

### «Le Véritable Cherbourg»
En 1986, Jean-Pierre Yvon, descendant de tanneurs cherbourgeois et propriétaire d'un magasin de cadeaux à Cherbourg où il a assisté enfant au tournage du film, décide de créer une marque de parapluie au nom de sa ville : Le Véritable Cherbourg. La Manufacture de Parapluies de Cherbourg (SARL Mapache) ouvre ses portes en 1996 à Tourlaville.

### Au cinéma
- Chris Marker emprunte la musique du film en passant devant son affiche dans le documentaire Le Mystère Koumiko (1965).
- Dans le film Celle que j'aime (2009), Gérard Darmon et Anton Balekdjian vont voir le film au cinéma et on entend peu un extrait de Devant le garage.
- Le Café de mes souvenirs (2021) contient des extraits de la musique du film et le film visite les lieux de tournage à Cherbourg.

#### Livres
- Jean-Pierre Berthomé, Jacques Demy et les racines du rêve, Nantes, L'Atalante, 1982 (nouvelle édition en 1996), 478 p. (ISBN 284172042X), p. 156-168 (chapitre IX : « Les Parapluies de Cherbourg »)
- Jean-Pierre Berthomé, Les Parapluies de Cherbourg : Étude critique, Paris, Nathan (collection "Synopsis"), 1996 - épuisé au 5 mai 2010
- Camille Taboulay, Le Cinéma enchanté de Jacques Demy, Paris, Les Cahiers du Cinéma, 18 octobre 1996, 192 p. (ISBN 2-86642-167-1)
- Laurent Jullier, Abécédaire des Parapluies de Cherbourg, De L'amandier EDS, novembre 2007 (ISBN 978-2-35516-032-5 et 2-35516-032-5)
- Michel Chion, Le Complexe de Cyrano : La Langue parlée dans les films français, Paris, Les Cahiers du Cinéma, mars 2008, 192 p. (ISBN 978-2-86642-515-9), p. 108 à 112 (Chapitre XVII « Une chambre en ville, 1982, de Jacques Demy »)
- Jean-Loup Passek, Dictionnaire du cinéma, Paris, Larousse, 2001, 865 p. (ISBN 2-03-505031-6, BNF 37707467, lire en ligne)

#### Articles
- Gilbert Salachas, « Les Parapluies de Cherbourg », Téléciné, no 115, Fédération des loisirs et culture cinématographique (FLECC), Paris, février-avril 1964,  (ISSN 0049-3287).
- Bertrand Dermoncourt, « Interview de Michel Legrand », L'Express,‎ 19 juin 2009 (lire en ligne)
- Louis Guichard, « La Croisette, sa muse », Télérama, no 2991,‎ 7 mai 2007 (lire en ligne)
- (en) Jay Sharbutt, « Umbrellas of Cherbourg Hopes to go Broadway », The Telegraph,‎ 3 février 1979 (lire en ligne)
- (en) John Beaufort, « Umbrellas, a charming play », Beaver Country Times,‎ 20 février 1979 (lire en ligne)
- Philippe Colomb, « L'étrange Demy-monde », dans Marie-Hélène Bourcier (dir), Q comme queer : les séminaires Q de 1996-1997, Cahiers GKC, coll. « Questions de genre », 1998 (lire en ligne)
- Raphaël Lefèvre, « Le puritain malicieux », sur critikat.com, 4 avril 2013 (consulté le 18 mars 2024)

### Filmographie

#### Éditions vidéo
- Les Parapluies de Cherbourg, de Christine  Gouze-Rénal (prod.) et de Jacques  Demy (réal.), Ciné-Tamaris, coll. « Intégrale Jacques Demy », 2008, coffret 12 dvd  (EAN 3333290001615) : Édité par Ciné-Tamaris Vidéo et Arte Vidéo, avec le soutien du CNC, du Comité Jean Cocteau, de la Fondation Pierre Bergé - Yves Saint Laurent et de l'INA (« Catalogue », Ciné-Tamaris).

#### Documentaires
- L'Univers de Jacques Demy de Agnès  Varda, Ciné-Tamaris, coll. « Intégrale Jacques Demy », 2008, coffret 12 dvd  (EAN 3333290001615)
- Marie Genin, Il était une fois… les Parapluies de Cherbourg (écrit par Marie Genin et Serge July), documentaire TV (2008)

 Extrait disponible dans le DVD du film, Intégrale Jacques Demy en 12 DVD, Ciné-Tamaris